# Bầu cử quốc hội Séc 2021
Cuộc bầu cử quốc hội được tổ chức tại Cộng hòa Séc vào ngày 8 và 9 tháng 10 năm 2021. Tất cả 200 nghị sĩ Hạ viện được bầu, với người lãnh đạo chính phủ đa số sẽ trở thành Thủ tướng Cộng hòa Séc.

## Kết quả

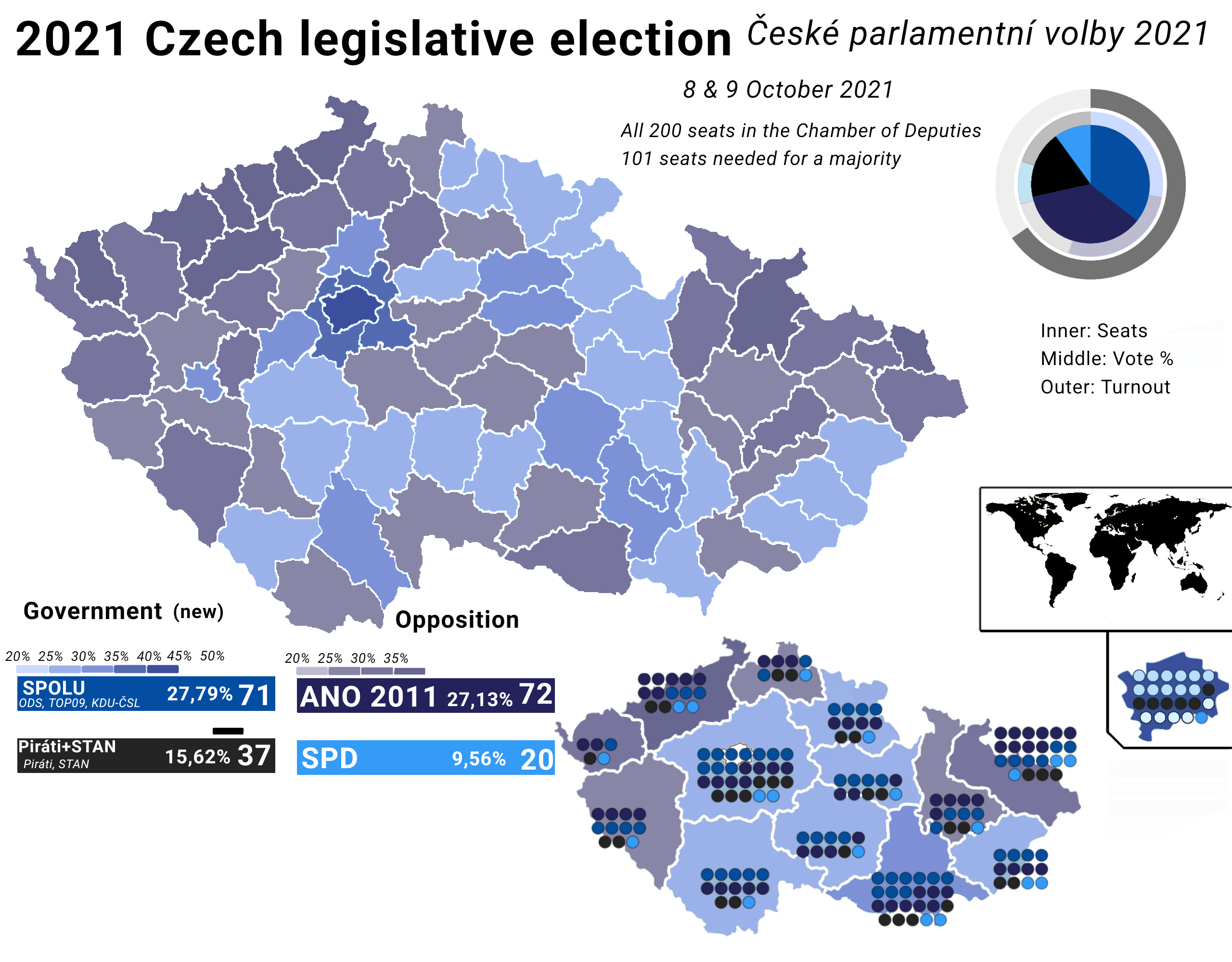
Kết quả bầu cử

|                                     |                                  |           |        |       |     |     |
| Đảng                                | Đảng                             | Phiếu bầu | %      | +/–   | Ghế | +/– |
|                                     | Spolu                            | 1.493.905 | 27.79  | +5.36 | 71  | +29 |
|                                     | ANO 2011                         | 1.458.140 | 27.13  | –2.51 | 72  | –6  |
|                                     | Hải tặc và Thị trưởng            | 839.776   | 15.62  | –0.36 | 37  | +9  |
|                                     | Tự do và Dân chủ Trực tiếp       | 513.910   | 9.56   | –1.08 | 20  | –2  |
|                                     | Přísaha                          | 251.562   | 4.68   | Mới   | 0   | Mới |
|                                     | Đảng Dân chủ Xã hội Séc          | 250.397   | 4.66   | –2.62 | 0   | –15 |
|                                     | Đảng Cộng sản Bohemia và Moravia | 193.817   | 3.61   | –4.16 | 0   | –15 |
|                                     | Ba màu–Svobodní–Soukromníci      | 148.463   | 2.76   | +1.20 | 0   | 0   |
|                                     | Khối miễn phí                    | 71.587    | 1.33   | Mới   | 0   | Mới |
|                                     | Đảng Xanh                        | 53.343    | 0.99   | –0.47 | 0   | 0   |
|                                     | Chúng tôi sẽ mở cửa Cộng hòa Séc | 21.804    | 0.41   | Mới   | 0   | Mới |
|                                     | Dân chủ Thụy Sĩ                  | 16.823    | 0.31   | Mới   | 0   | Mới |
|                                     | Moravané                         | 14.285    | 0.27   | Mới   | 0   | Mới |
|                                     | Liên minh vì tương lai           | 11.531    | 0.21   | –0.11 | 0   | 0   |
|                                     | Koruna Česká                     | 8.635     | 0.16   | Mới   | 0   | Mới |
|                                     | Phong trào Nguồn                 | 8.599     | 0.16   | Mới   | 0   | Mới |
|                                     | Urza.cz                          | 6.775     | 0.13   | Mới   | 0   | Mới |
|                                     | Liên minh lực lượng quốc gia     | 5.167     | 0.10   | +0.09 | 0   | 0   |
|                                     | Người về hưu 21                  | 3.698     | 0.07   | Mới   | 0   | Mới |
|                                     | Phong trào đất đai Moravian      | 1.648     | 0.03   | Mới   | 0   | Mới |
|                                     | Cánh tả                          | 639       | 0.01   | Mới   | 0   | Mới |
|                                     | Khối cánh tả                     | 586       | 0.01   | +0.00 | 0   | 0   |
| Tổng cộng                           | Tổng cộng                        | 5.375.090 | 100.00 | –     | 200 | 0   |
|                                     |                                  |           |        |       |     |     |
| Phiếu bầu hợp lệ                    | Phiếu bầu hợp lệ                 | 5.375.090 | 99.32  |       |     |     |
| Phiếu bầu không hợp lệ/trống        | Phiếu bầu không hợp lệ/trống     | 36.794    | 0.68   |       |     |     |
| Tổng cộng phiếu bầu                 | Tổng cộng phiếu bầu              | 5.411.884 | 100.00 |       |     |     |
| Cử tri phiếu bầu đã đăng ký         | Cử tri phiếu bầu đã đăng ký      | 8.275.752 | 65.39  |       |     |     |
| Nguồn: Volby (results), E15 (seats) |                                  |           |        |       |     |     |